# Sætning (matematik)
 For alternative betydninger, se Sætning. (Se også artikler, som begynder med Sætning)
En matematisk sætning (synonym: teorem, bruges sjældent i ren matematik) er en sandhed inden for et formelt system. Det formelle system fastlægges normalt gennem antagelsen af visse aksiomer (grundantagelser), som ikke bevises.
Sætninger af forskellig vigtighed og funktion har forskellige navne:
1. Påstand, Observation, Bemærkning – et lille, ikke vanskeligt resultat.
2. Lemma – hjælpesætning. Bruges normalt om et mindre resultat, der udgør en del af et stort bevis for et vigtigere resultat.[2]
3. Korollar – vigtig følgesætning eller afledt sætning. Om et resultat, der er en direkte (eller næsten direkte) konsekvens eller specialtilfælde af en netop fremsat sætning.[3]
4. Proposition – et resultat af mindre vigtighed end en sætning, som ikke står i umiddelbar forbindelse til en "sætning".[4]
5. Sætning – et vigtigt resultat. (fx Middelværdisætningen, Gödels ufuldstændighedssætning)
6. Fundamentalsætning, Hovedsætning – Et særligt vigtigt resultat af grundlæggende betydning inden for et helt område. (fx algebraens fundamentalsætning, aritmetikkens fundamentalsætning)

Nogle matematikere bruger også andre navne for sætninger, fx postulat, skolium eller sublemma.
Efter hver af de ovennævnte typer af sætninger anføres et bevis (medmindre resultatet er så enkelt, at beviset skønnes indlysende for læseren).
En formodning er en formodet sætning, om hvilken det endnu ikke er afklaret, hvorvidt den kan bevises eller modbevises. Se for eksempel Goldbachs formodning.